# Dziatkiewicze
Dziatkiewicze (ukr. Дядьковичі) – wieś na Ukrainie w rejonie rówieńskim, obwodu rówieńskiego.
Nie mylić z pobliską wsią Diatkiewicze (ukr. także Дядьковичі).